# Paul Dearing
Paul Dearing   (Carrington, 2 de març de 1942 - Eleebana, 6 d'abril de 2015) va ser un jugador d'hoquei sobre herba australià que va competir durant les dècades de 1960 i 1970.
Com a porter va disputar 69 partits internacionals amb Austràlia entre 1963 i 1972. Durant la seva carrera esportiva va prendre part en tres edicions dels Jocs Olímpics d'Estiu. El 1964, a Tòquio, va guanyar la medalla de bronze en la competició d'hoquei sobre herba, el 1968, a Ciutat de Mèxic, va guanyar la medalla de plata, mentre el 1972 fou cinquè. Un cop retirat va exercir d'entrenador i àrbitre d'hoquei i el 2008 va passar a formar part del Hall of Fame Hockey Australia.